# شرمن ایکرز (کالیفرنیا)
شرمن ایکرز (به انگلیسی: Sherman Acres) یک منطقهٔ مسکونی در ایالات متحده آمریکا است که در شهرستان کالاوراس، کالیفرنیا واقع شده‌است. شرمن ایکرز ۲٬۱۳۵ متر بالاتر از سطح دریا واقع شده‌است.